# 京阪バス大津営業所
京阪バス大津支所（けいはんバスおおつししょ）は、滋賀県大津市石山寺にある京阪バス山科営業所支所。主に石山駅周辺の路線を管轄している。
社用車に記してある略称は「大」である。

## 概要
当初は独立した営業所として開設されたが、2002年7月2日の時点で山科営業所の支所となっている。ただし、銘板については今もなお『大津営業所』となっている。1990年代までは京都市内、堅田駅など大津市北部や、宇治地区にも路線を有していたが縮小されている。
なお、当営業所は江若交通に業務の管理委託を行っている（後述）。京阪バスが他の会社に運行委託しているのは、2020年4月以降では唯一の事例となっている。
1993年に大津市中部より2度目の移転をし、設備は比較的新しい。最寄りの停留所は「大津車庫」。

## 沿革
- 1966年（昭和41年）：大津定期遊覧営業所を吸収の上統合。定期観光バスも担当するようになる。
- 1985年（昭和60年）：京都定期観光バスから撤退（この時点ではびわ湖定期観光バスの担当は継続。後にびわ湖定期観光バス自体が廃止される）。
- 1993年（平成5年）：現在地に移転（同営業所は2度目の移転となる）。
- 2005年（平成17年）：当営業所の運行を江若交通に委託。
- 2010年（平成22年）：当営業所管内において、磁気カード利用開始(12月1日から)。
- 2011年（平成23年）：当営業所管内において、ICカード「PiTaPa」を導入(3月1日から)。5月31日、紙製回数券の発売を終了（大石小学校乗継券及び乗継回数券については発売を継続）[1]。

## 現行路線

### 大津市内総合線
2025年現在、大津営業所が担当する唯一の路線で、石山駅南側の京阪バス路線網。主に石山駅 - 新浜 - 大石小学校の運行を軸とし、方面により様々な系統が存在する。一部は石山駅から国道1号に入り、大津市民病院・大津駅方面へ向かうが、現在は平日朝の片道のみの運行となっている。なお過去には湖岸道路経由で石山駅と大津駅・びわ湖浜大津を結ぶ系統もあったが、2024年4月に廃止された。
石山高校前方面からの便（唐橋前を経由しないもののみ）は、石山駅行きのみ降車専用停留所である東レ正門前に停車する。
2022年に南郷停留所を「南郷温泉」に改称した。

#### 平津・南郷温泉経由
4号経路は大津市内総合線の中心的な存在で、管内で最も運行本数が多い。2号経路は4号経路の区間便、14号経路は延長便に相当するが、いずれも本数は少ない。
2012年の改正で、4号経路には深夜バスが設定された。2024年10月以降、平日23時台後半に運行される深夜バス（運賃が通常の倍額となる）が残存している数少ない系統の1つとなった。
- 2号経路：石山駅 - 唐橋前 - 京阪石山寺 - 石山寺山門前 - 平津 - 南郷温泉 - 新浜
  - 平日のみ運行。早朝に石山駅行きが、深夜に石山駅発が運行される。
  - 現在は4号経路の純粋な区間便となっているが、過去には新浜から外畑へ向かう便があったほか、1977年頃までは天ヶ瀬 - 外畑航路の連絡口である「外畑ボートのりば」まで運行されていたこともある（この当時、現在の外畑停留所は大平と称していた）。さらに現4号経路に相当する大石小学校発着だった[注 3]時代もあるなど、変遷が激しい。
  - 新浜に転回設備が整備されるまでは1つ石山駅寄りの岡の平発着であった。
- 4号経路：石山駅 - 唐橋前 - 京阪石山寺 - 石山寺山門前 - 平津 - 南郷温泉 - 新浜 - 立木観音前 - 大石小学校
  - 日中1時間あたり3本（20分間隔）運行される。
  - 平日最終便は深夜バス。
- 14号経路：大石小学校 → 立木観音前 → 新浜 → 南郷温泉 → 平津 → 石山寺山門前 → 京阪石山寺 → 唐橋前 → 石山駅 → 大津市民病院 → 大津駅
  - 平日の朝1便のみ運行。2020年12月7日ダイヤ改定時に終点を大津市民病院から大津駅に延長。

#### 南郷中学校・赤尾町経由
石山寺山門前 - 新浜間で赤尾町・南郷中学校を経由する。
4号経路に比べるとこれらの本数は少なく、またこちらは新浜折り返しの52号経路が中心となっている。2021年の改正では「上千町」停留所発で北千町で52号経路などに合流する50号経路が、2022年の改正では北千町 - 赤尾町で「千寿の郷」停留所を経由する53号経路が廃止された。
- 52号経路：石山駅 - 唐橋前 - 京阪石山寺 - 石山寺山門前 - 野々宮 - 北千町 - 赤尾町 - 南郷中学校 - 南郷二丁目東 - 南郷温泉 - 新浜
  - 日中は石山駅 - 新浜で30分間隔の運行。
  - 石山駅 - 南郷二丁目東の区間運行あり。
- 54号経路：石山駅 - 唐橋前 - 京阪石山寺 - 石山寺山門前 - 野々宮 - 北千町 - 赤尾町 - 南郷中学校 - 南郷二丁目東 - 南郷温泉 - 新浜 - 立木観音前 - 大石小学校
  - 南郷中学校 - 大石小学校の区間運行あり。なお、2022年8月の改正までは大石小学校発の区間運行便には経路番号の設定が無かった[2]。
- 55号経路：石山駅 - 唐橋前 - 京阪石山寺 - 石山寺山門前 - 野々宮 - 北千町 - 赤尾町 - びわこ池田墓園
  - 赤尾町で分岐。同停留所から終点のびわこ池田墓園まで5km以上途中停留所がない。
  - 土休日に2往復のみの運行。

#### 大石ゾーンバス
大石小学校で4号経路などと乗り継ぐことができる。いずれも本数は少なく、2022年8月改正以降は全経路が平日のみの運行となった。
これらの地域は全て山間部で利用が少ないことから、現在は「ゾーンバス」として大石小学校で乗り継ぐ形態をとっているが、過去には石山駅から1本で訪れることができる停留所も多かった。
2020年に大石小学校 - 曽束の4D号経路が、2022年に大石小学校 - 曽束 - びわこ池田墓園 - 内畑の4H号経路が廃止となっている。なお1990年代まで存在した4A号経路はゾーンバスではなく、石山駅 - 大石小学校から寿長生の郷（すないのさと）まで延長の形で運行される系統であり、90年代の系統番号再編までは9号経路を名乗っていた。
- 4B号経路：大石小学校 → 外畑 → 内畑
- 4C号経路：大石小学校 - 外畑
- 4E号経路：大石小学校 → 桜公園東 → 大石小学校
- 4F号経路：大石小学校 - 曽束 - 内畑
- 4G号経路：大石小学校 - 小田原

#### 石山寺・石山団地方面
石山駅南側に位置する集合住宅、石山団地への基本経路。
- 1号経路：石山駅 - 唐橋前 - 京阪石山寺 - 石山寺山門前 - 野々宮 - 樋ノ口 - 石山団地
  - 日中30分間隔で運行。
- 11号経路：石山団地→ 樋ノ口 → 野々宮 → 石山寺山門前 → 京阪石山寺 → 唐橋前 → 石山駅 → 大津市民病院
  - 平日の朝1便のみ運行。

#### 大津車庫・石山団地方面
石山団地へは石山寺経由よりもこちらの方が距離・所要時間は短いが、運行本数があまりなく日中は31号経路が1時間に1本運行されるのみ。経路上に大津営業所・車庫が立地し、30A号経路は出入庫系統としてごくわずかな本数が運行されている。大津車庫発着便について、過去には唐橋前を経由する30号経路も運行されていた。
時刻表では「国分バイパス経由」とされている。
- 30A号経路：石山駅 - 石山高校前 - 大津車庫
- 31号経路：石山駅 - 唐橋前 - 石山高校前 - 大津車庫 - 石山団地
- 31A号経路：石山駅 - 石山高校前 - 大津車庫 - 石山団地

#### 国分団地方面
駅南西部の国分団地へ向かう。本数が他の系統と比べると少ないほか、基本的に中型車での運行となっている。
過去には日中時間帯に国分団地を起終点として石山駅方面へ循環運行を行う3B号経路が設定されており、京阪バスでも珍しい駅以外を起終点とする循環路線となっていたが、現在は下記の2経路のみとなり全便が石山駅 - 国分団地を往復する形態となっている。
- 3号経路：石山駅 - 唐橋前 - 石山高校前 - 幻住庵 - 国分団地
  - 日中40分間隔で運行。
- 3A号経路：石山駅 - 石山高校前 - 幻住庵 - 国分団地

#### 滋賀大学直通
2005年12月10日新設。
駅から大学までノンストップで運行する。この滋賀大学停留所は当経路のみの停留所となっており、この便以外で大学へ向かう場合は基本的に至近距離にある52号経路などの「滋賀大西門」停留所を利用する。4号経路などには「滋賀大前」停留所があるが、ここからは少し距離がある。
- NS経路：石山駅 → 滋賀大学
  - 授業日の平日朝に1便のみ運行。

#### 競艇臨
現在、臨時路線はびわこ競艇場関係のもののみであるが、2011年に撤退するまでは大津駅 - びわこ競輪場や石山駅 - 京阪石山寺 - 上千町 - 岩間寺の快速などが存在した。
このびわこ競艇場臨について、かつては三条京阪や四条大宮発着の設定があった。
- 臨時：大津駅 - 柳ヶ崎（びわこ競艇場）
- 臨時：大津京駅 → 柳ヶ崎（びわこ競艇場）

## 廃止路線
大津比叡平線や山科大津線など、現在は営業区域が隣接する山科営業所に移管されたものも複数ある。該当項目も参照。

### 宇治川ライン線
石山駅 - 京阪宇治駅を宇治川ライン経由で結んでいた。経路番号は「快速10」で、1993年6月19日廃止。

### なぎさ公園線
1998年10月1日から近江鉄道バスとの共同運行により定期路線（経路番号なし）として運行開始された。定期路線時代の経路は「大津駅 - 琵琶湖ホテル - びわ湖ホール - びわ湖大津プリンスホテル」で、2017年10月1日ダイヤ改正で廃止とされ、以降はびわ湖ホールでのイベント開催時のみ大津駅 - びわ湖ホール間をノンストップで運行される臨時路線となっていた。

### 比叡山内シャトルバス
山科営業所と共同で運行していた。2021年運行分より江若交通へ移管。詳細はこちら。

### その他
- 2016年4月2日廃止
  - 16号経路：石山駅 - （国道） - 東レ北門前 - 滋賀病院前 - 国道膳所 - 大津市民病院 - 県庁前 - 大津駅 - 浜大津 - 三保ヶ崎 - 三井寺 - 市役所前 - 大津京駅

- 2006年7月1日廃止
  - 13号経路：石山駅 → （国道） → 市民病院玄関前 → 平野市民センター → びわ湖ホール → におの浜三丁目 → 義仲寺 → 市民病院玄関前 → 大津市民病院 →（国道） → 石山駅
  - 18号経路：唐崎駅 - 近江神宮前 - 市役所前 - 浜大津 - 大津駅 - （国道） - 大津市民病院 - 石山駅
  - 28号経路：唐崎駅 - 近江神宮前 - 市役所前 - 浜大津 - 大津駅 -（湖岸） - 膳所公園 - 石山駅
  - 29号経路：比叡山坂本駅 - 近江神宮前 - 市役所前 - 浜大津 - 大津駅 - （湖岸） - 膳所公園 - 石山駅

## 再編前の路線
- 1号経路：現在と変わらず。
- 2号経路：石山駅 - 京阪石山寺 - 新浜 - 外畑
- 3号経路：現在と変わらず。
- 4号経路：現在と変わらず。
- 5号経路：現在の25号経路。
- 6号経路：現在の15号経路。
- 7号経路：石山駅 - 新浜 - 大石小学校 - 曽束
  - 1975年頃まで車掌乗務、ボンネットバスで運行。
- 8号経路：市民病院前 - 石山駅 - 赤川 - 下千町（廃止）- 上千町
  - 1975年頃まで赤川 - 下千町間の狭隘部分誘導を兼ねて車掌乗務。
- 9号経路：後の4A号経路（現在は廃止）。
- 快速10号経路：上記の宇治川ライン線参照。
- 11号経路：石山駅 -（湖岸）- 大津駅 - 浜大津 - 市役所前 - びわこホテル
- 12号経路：石山駅 -（国道）- 大津駅 - 浜大津 - 市役所前 - びわこホテル
- 13号経路：石山駅 -（湖岸）- 大津駅 - 浜大津 - 市役所前 - 唐崎駅
- 14号経路：石山駅 -（国道）- 大津駅 - 浜大津 - 市役所前 - 唐崎駅
- 17号経路：現在の26号経路。
- 18号経路：現在の16号経路。
- 19号経路：石山駅 -（湖岸）- 大津駅 - 浜大津 - 市役所前 - 叡山駅
- 22号経路：石山団地 - 石山寺 - 石山駅 -（国道）- 市民病院前
- 24号経路：現在の1号経路と15号経路を直通。
- 25号経路：現在の1号経路と25号経路を直通。
- 26号経路：現在の4号経路と15号経路を直通。
- 27号経路：外畑 - 石山寺 - 石山駅 -（湖岸）- 大津駅 - 浜大津
- 27号経路：新浜 - 石山寺 - 石山駅 -（湖岸）- 大津駅 - 浜大津
- 36号経路：現在の山科66号経路（浜大津発着）。
- 37号経路：びわこホテル - 西大津駅 - 浜大津 - 大津駅 - 松ヶ枝町 - 名神大津
- 44号経路：四条大宮 - 山科駅 - 浜大津 - 琵琶湖大橋
- 46号経路：四条大宮 - 山科駅 - 浜大津 - びわこホテル
- 48号経路：外畑 - 石山駅 - 浜大津 - 山科駅 - 四条大宮
- 53号経路：石山駅 - 南郷中学校 - 新浜 - 大石小学校 - 外畑 - 内畑

（出典：京阪時刻表1993）

## 車両
- 三菱ふそう
  - 元々、大津営業所は三菱ふそう製が大半であった。
  - 三菱ふそう・エアロスター14台、三菱ふそう・エアロミディ1台在籍。
- 日野自動車
  - 2000年頃から他営業所から転属してきた日野自動車製が複数台存在する。
  - 日野・ブルーリボン14台、日野・レインボー3台、日野・ポンチョ1台在籍。
- いすゞ自動車
  - 長らく京阪バス自体に導入されていなかったが、2010年に高槻営業所に導入されたのを皮切りに2012年にいすゞ・エルガが2台導入された。

かつては中型短尺車（Sタイプ）も配置していたが、代替や男山営業所などの他営業所への転属により現在は消滅している。